# ليليانا سانتوس
ليليانا سانتوس (بالبرتغالية: Liliana Santos‏) هي عارضة برتغالية، ولدت في 22 سبتمبر 1980 في لشبونة في البرتغال.

## وصلات خارجية
- ليليانا سانتوس على موقع IMDb (الإنجليزية)
- ليليانا سانتوس على موقع قاعدة بيانات الفيلم (الإنجليزية)